# マルセル・モース
マルセル・モース（フランス語: Marcel Mauss, 1872年5月10日 - 1950年2月10日）は、フランスの社会学者・文化人類学者。ロレーヌ出身で、エミール・デュルケームの甥にあたる。デュルケームを踏襲し、「原始的な民族」とされる人々の宗教社会学、知識社会学の研究を行った。

## 経歴
1872年、フランス北東部・ヴォージュ県のエピナルで生まれた。ボルドー大学に入学し、デュルケーム、アルフレッド・エスピナス、en:Octave Hamelinの下で哲学を学ぶ。またパリの高等研究実習院でインド宗教史を専攻。1902～30年は同研究院〈非文明民族の宗教史〉講座、1931～39年からはコレージュ・ド・フランス社会学講座を担当する。また、この間、1926～39年にかけてリュシアン・レヴィ＝ブリュールが創設したパリ大学民族学研究所で民族誌学を講じた。
またデュルケムの協力者として、アンリ・ユベールとともに『社会学年報』の宗教社会学部門等の編集に携わり、フランス社会学派の開拓に尽くした。1938年トーマス・ハックスリー記念賞受賞。

## 研究・思想

### 社会学
代表著作の『贈与論』はポトラッチ、クラなどの交換体系の分析を通じて、宗教，法，道徳，経済の諸領域に還元できない「全体的社会的事実」の概念を打ち出し、クロード・レヴィ＝ストロースの構造人類学に大きな影響を与えた。
また、「身体技法」論は、今日なお、社会学的身体論の基本文献となっている。マナなどの概念を通して呪術についても論じた。

### 社会主義・マルクス主義論
モースはジャン・ジョレスの影響を受けた社会主義者であったが、マルクス主義のような暴力革命を否定し、国際主義と階級闘争理論を批判し、社会主義的組織の形成には教条主義の一掃が必要であると主張した。
モースは論文「ボリシェヴィズムの社会学的評価」(1924年)において、ロシア革命について社会主義の立場から批判的に論じた。モースによれば、ロシア革命は、戦争による荒廃と体制の瓦解という最悪の条件から生まれ、意図せずに発生したものであり、革命が、奪還したものは、破綻した社会であり、奪還も軍と農民の一揆によってなされ、秩序はなかった。社会主義的な体制が確立されるためには、その体制が国民によって望まれていなくてはならず、奪還も自覚的であるべきで、大衆によって明晰な形で組織化されていなくてはならない。少数者によって押しつけられた体制は、もともと望まれていた体制のような価値をもたないし、労働者や兵士が作った専制体制の方が、貴族やブルジョワの専制体制と比べて、より社会的ということはない。
ロシア革命の過ちとして、革命政府による対外債務の履行拒否と、外国人の資産の没収があるが、その結果、経済封鎖と国際的排斥運動が起こった。しかし、国際公法や国際私法を侵犯しているように見えることは避けなければならないし、完全な財産収用は、世界同時革命の場合にしか考えられないので、財産収用を国境線を超えたところでおこなってはならない。
また、ボリシェヴィズムによる農村革命は、農民たちが土地を分け合うにまかせただけの個人主義的な政策でしかなかったし、やがて実施された国家管理主義的な農業政策は、軍隊的な性格をもった厳しい徴発と徴収であって、農民たちは政策を理解できず、その結果、農産物減収と備蓄の散逸によってロシア飢饉が起こった。
ソヴィエトは、職業集団を暴力的に蹂躙し、恐怖させ、破壊したため、生産の集合的な組織化を達成できなかった。また、住居や食料品などの消費に関する共産主義は、個人主義への退行、あるいは経済のアルカイックな形態の勝利をもたらすだけだった。市場の破壊は、さらに馬鹿げたことであった。価格の自由な需要と供給、誰もが望むものを購入し、望まないものの購入を強制されない市場システム、すなわち、市場の自由は、経済生活にとって絶対に必要な条件であり、市場の組織化こそ、社会主義の進むべき道である。社会主義では、将来の社会はお金なしでやっていけると予見されている。しかし、これは短絡した、明晰さに欠ける予見であった。ロシア共産主義の実験は、金での価値をあらわす信用取引しか信用されておらず、金本位貨幣に戻らざるをえなかったことを証明した。経済は純粋な合理性の領域ではないし、共産主義エリートが呪術と強制をもって大衆に押し付ける知性によって、世界が突然秩序づけられることが必然なわけでもない。工業と商業の自由化も、近代経済に不可欠であるが、ソビエトでの国家統制主義、官僚主義、工業の専制的管理、生産の法制化などの「軍事型経済」は、現代に逆行するものだった。
職業集団や協同組合などの中間集団を尊重し、発達させることが社会主義への移行期には重要となるが、ソヴィエトは、経済的かつ倫理的価値を持つ職業集団を破壊し、そのことによって失敗した。共産主義が、自由な協同や自発的な制度をすべて攻撃したのは誤りであった。結局、共産主義ロシアでは、所有形態を別の所有形態に上乗せし、国民の権利を、個人的な所有の基底においている。このようなことであれば、革命を起こす必要はなかった。あらゆる所有形態が廃止されると称しながら、ただひとつの所有形態が取って代わるようなことは、あってはならないことだし、ほかの所有形態にも権利を付与し、職業集団や地域集団や国民の権利も保障されなくてはならない。
共産主義者たちは暴力を、信条とした。第3インターナショナル (コミンテルン)は、革命を実現し、独裁的プロレタリアートによる法律を適用させる方法として、暴力を推奨し、さらには目標とした。共産主義は、暴力によって権力を奪取し、暴力によって権力を行使している。ボリシェヴィキにとっての暴力の行使は、プロレタリアートと革命が無謬であることの表徴となっており、彼らは、暴力とテロルがあるものにしか共産主義を認定しない。しかし、ボリシェヴィキの統治方法は、共産主義というよりも、ロシア、ビザンチン、古代的な性格を持っている。ボリシェヴィキの暴力は、ロシア社会の腐敗物を払い落としもしたが、社会機構の主要な部分を滅し去り、破壊された残骸に、膨大な観念を押し潰した。ボリシェヴィキによる国民全体に対する暴力こそが、ソヴィエトを破滅に導いた。ボリシェヴィキのセクト主義は、自分達から見ての穏健派の社会主義者を迫害し、虐殺した。本来自分達の協力者であった者たちを、みずから望んで放棄した。ボリシェヴィキは、労働規律をプロレタリアや農民に押し付けたが、絶対服従すべき命令と、それを実行させるための暴力によって、人々は恐怖し、逃げ出した。そこには、意欲の喪失と、不誠実な態度が現出した。ボリシェヴィキの暴力は、国民を萎縮させ、国の生産力と創造力を萎縮させた。暴力は、労働と敵対し、希望を破壊し、自己と他者への信頼を破壊する。ロシアのテロルは、社会のなかで個人と個人を結びつける紐帯をもたらすこともなく、人々は息をひそめ、自分だけの殻に閉じこもり、互いに避けあうようになった。社会主義では、労働者が普通選挙という武器を手にすれば、権力を奪取できると思い込んできたし、ボリシェヴィキも、自分達が政治権力や法を制定すれば、新しい社会が築かれると思い込んだ。しかし、政治権力だけでは十分ではなく、労働者が制度を理解し、心構えができていることが必要だ。
史的唯物論は、社会的事象の一定の系列にのみ特権的な重要性を置くが、これは詭弁であり、政治的な事象、倫理的な事象、経済的な事象のどれかが支配的である社会など、これまでに存在したことはなく、政治も道徳も経済も、社会的技法の要素であり、みなが共生する技法の要素である。

## 著作
- 1898, Essai sur la nature et la fonction du sacrifice, (with Henri Hubert)　
  - 『供儀』 小関藤一郎訳、法政大学出版局、1983年、新装版1993年
- 1901, La sociologie: objet et méthode, (with Paul Fauconnet) 
  - 『国民論　他二篇』 森山工編訳、岩波文庫、2018年 - 「ボリシェヴィズムの社会学的評価」、「国民論」、「文明──要素と形態」を所収
- 1902, De quelques formes primitives de classification, (with Durkheim)　
  - 『分類の未開形態』 小関藤一郎訳、法政大学出版局、1980年
- 1902, Esquisse d'une théorie générale de la magie, (with Henri Hubert)
- 1924, Essai sur le don　
  - 『贈与論』 有地亨訳、勁草書房、1962年、新装版2008年ほか
  - 『贈与論』 吉田禎吾・江川純一訳、筑摩書房〈ちくま学芸文庫〉、2009年。
  - 『贈与論　他二篇』 森山工訳、岩波文庫、2014年 - 「贈与論」、「トラキア人における古代的な契約形態」、「ギフト・ギフト」を所収
- 1950, Sociologie et anthropologie　
  - 『社会学と人類学 I・II』 有地亨・伊藤昌司・山口俊夫訳、弘文堂、1973年 - 「贈与論」、「呪術論」、「身体技法論」を所収
- 1979, Essai sur les variations saisonnières des sociétés Eskimo 　『エスキモー社会　その季節的変異に関する社会形態学的研究』 宮本卓也訳、未來社、1981年、新装版2010年

## 関連文献
- モース研究会 『マルセル・モースの世界』 平凡社新書、2011年5月、※日本語文献では初の入門書。